# Ephedra compacta
Ephedra compacta là một loài thực vật hạt trần trong họ Ephedraceae. Loài này được Rose mô tả khoa học đầu tiên năm 1909.